# Ломинцево (муниципальное образование город Алексин)
Ломинцево — деревня в Алексинском районе Тульской области России. С точки зрения административно-территориального устройства входит в Алексинский район. В плане местного самоуправления входит в состав муниципального образования город Алексин.

## География
Ломинцево расположено в северо-западной части региона, в пределах северо-восточного склона Среднерусской возвышенности, в подзоне широколиственных лесов, к востоку от автодороги 70К-014 (Алексин-Поповка-Тула), восточнее деревни Борисово и южнее дер. Богучарово.

### Климат
Климат, как и во всём районе, характеризуется как умеренно континентальный, с ярко выраженными сезонами года. Средняя температура воздуха летнего периода — 16 — 20 °C (абсолютный максимум — 38 °С); зимнего периода — −5 — −12 °C (абсолютный минимум — −46 °С).
Снежный покров держится в среднем 130—145 дней в году.
Среднегодовое количество осадков — 650—730 мм..

## Топоним
В конце XVII — начале XIX в. (последний раз — в ревизии 1816 г.) деревня именовалась Ламиносово или Ломиносово (по фамилии дворян Ламиносовых). Начиная с ревизии 1834 г. уже именуется Ламинцова или Ламинцево.

## История

### Помещичье владение
- Ревизия 1720 г. - Ломиносово входило в состав владений братьев Андрея, Фёдора и Ильи Артемьевичей Полибиных (им принадлежали также Богучарово, Ступино, Борисовка)[3].
- В составе этой же группы селений принадлежало Полибиным и в начале 19 в.
- По ревизии 1850 г. эта же группа селений, вместе с рядом других, принадлежат крупному землевладельцу Александру Ивановичу Воронецкому.

### Церковный приход
Жители были приписаны к церковному приходу в с. Богучарово.

### Административно-территориальная принадлежность
В конце XVII — начале XIX в. входила в состав Конинского стана Алексинского уезда.
По состоянию на 1913 г. деревня относилась к Спас-Конинской волости Алексинского уезда.
До муниципальной реформы в марте 2005 года входила в Борисовский сельский округ. После её проведения включёна в образованные муниципального образования сельское поселение «Авангардское» и в Алексинский муниципальный район.
21 июня 2014 года Алексинский муниципальный район и Авангардское сельское поселение были упразднены, деревня Малое Панское стала входить в городской округ Алексин.

## Население
| 2010 |
| ---- |
| 31   |

Согласно результатам переписи 2002 года, в национальной структуре населения русские составляли 100 % из 19 чел.. Проживали 8 мужчин и 11 женщин.

## Инфраструктура
Обслуживается отделением почтовой связи 301350.
Личное подсобное хозяйство (на октябрь 2022 года 26 домов)

## Транспорт
Деревня доступна автотранспортом.